# Gran Premio del Canada 2007
Il Gran Premio del Canada 2007 è stata la sesta prova del Campionato mondiale di Formula 1 2007. Svoltasi il 10 giugno 2007 sul Circuito di Montréal ha visto la prima vittoria in carriera di Lewis Hamilton su McLaren, che, con questo successo, divenne pure leader del mondiale. Alle sue spalle giunsero Nick Heidfeld, Alexander Wurz, Heikki Kovalainen, Kimi Räikkönen, Takuma Satō, Fernando Alonso e Ralf Schumacher. La gara fu comunque caratterizzata dal terribile incidente occorso a Robert Kubica, dal quale il pilota polacco è fortunatamente uscito illeso, e dai quattro ingressi in pista della safety car.

## Prove libere

### Risultati
Nella prima sessione del venerdì, si è avuta questa situazione:
| Pos | Nome            | Squadra/Motore   | Tempo    |
| --- | --------------- | ---------------- | -------- |
| 1   | Fernando Alonso | McLaren-Mercedes | 1'17"759 |
| 2   | Lewis Hamilton  | McLaren-Mercedes | 1'17"967 |
| 3   | Kimi Räikkönen  | Ferrari          | 1'18"136 |

Nella seconda sessione del venerdì, si è avuta questa situazione:
| Pos | Nome            | Squadra/Motore   | Tempo    |
| --- | --------------- | ---------------- | -------- |
| 1   | Fernando Alonso | McLaren-Mercedes | 1'16"550 |
| 2   | Felipe Massa    | Ferrari          | 1'17"090 |
| 3   | Lewis Hamilton  | McLaren-Mercedes | 1'17"307 |

Nella sessione libera del sabato, si è avuta questa situazione:
| Pos | Nome            | Squadra/Motore   | Tempo    |
| --- | --------------- | ---------------- | -------- |
| 1   | Lewis Hamilton  | McLaren-Mercedes | 1'16"071 |
| 2   | Kimi Räikkönen  | Ferrari          | 1'16"459 |
| 3   | Fernando Alonso | McLaren-Mercedes | 1'16"465 |

## Qualifiche
| Pos | Nome                 | Costruttore        | Q1        | Q2       | Q3       |
| --- | -------------------- | ------------------ | --------- | -------- | -------- |
| 1   | Lewis Hamilton       | McLaren-Mercedes   | 1:16.576  | 1:15.486 | 1:15.707 |
| 2   | Fernando Alonso      | McLaren-Mercedes   | 1:16.562  | 1:15.522 | 1:16.163 |
| 3   | Nick Heidfeld        | BMW Sauber         | 1:17.006  | 1:15.960 | 1:16.266 |
| 4   | Kimi Räikkönen       | Ferrari            | 1:16.468  | 1:16.592 | 1:16.411 |
| 5   | Felipe Massa         | Ferrari            | 1:16.756  | 1:16.138 | 1:16.570 |
| 6   | Mark Webber          | Red Bull-Renault   | 1:17.315  | 1:16.257 | 1:16.913 |
| 7   | Nico Rosberg         | Williams-Toyota    | 1:17.016  | 1:16.190 | 1:16.919 |
| 8   | Robert Kubica        | BMW Sauber         | 1:17.267  | 1:16.368 | 1:16.993 |
| 9   | Giancarlo Fisichella | Renault            | 1:16.805  | 1:16.288 | 1:17.229 |
| 10  | Jarno Trulli         | Toyota             | 1:17.324  | 1:16.600 | 1:17.747 |
| 11  | Takuma Satō          | Super Aguri-Honda  | 1:17.490  | 1:16.743 |          |
| 12  | Vitantonio Liuzzi    | Toro Rosso-Ferrari | 1:17.541  | 1:16.760 |          |
| 13  | Rubens Barrichello   | Honda              | 1:17.011  | 1:17.116 |          |
| 14  | David Coulthard      | Red Bull-Renault   | 1:17.436  | 1:17.304 |          |
| 15  | Jenson Button        | Honda              | 1:17.522  | 1:17.541 |          |
| 16  | Scott Speed          | Toro Rosso-Ferrari | 1:17.433  | 1:17.571 |          |
| 17  | Anthony Davidson     | Super Aguri-Honda  | 1:17.542  |          |          |
| 18  | Ralf Schumacher      | Toyota             | 1:17.634  |          |          |
| 19  | Alexander Wurz       | Williams-Toyota    | 1:18.089  |          |          |
| 20  | Adrian Sutil         | Spyker-Ferrari     | 1:18.536  |          |          |
| 21  | Christijan Albers    | Spyker-Ferrari     | 1:19.196  |          |          |
| 22  | Heikki Kovalainen    | Renault            | 1:17.806* |          |          |

* Heikki Kovalainen viene retrocesso di 10 posizioni per aver cambiato il motore.

## Gara
Alla partenza Alonso attacca subito il compagno ma arriva lungo e taglia nell’erba rientrando dietro a Heidfeld; alle sue spalle si insedia Massa, davanti a Rosberg e Raikkonen, protagonista di un leggero contatto con il compagno alla seconda curva. Button non parte per un problema al cambio. Al quarto giro Webber, partito male e ora nono, attacca Robert Kubica alla prima curva ma arriva lungo e va in testacoda perdendo posizioni. Al giro 8 Speed si tocca con Wurz e si ritira. 
Hamilton gira un secondo più veloce degli altri e costruisce un vantaggio di 15” su Heidfeld quando questi rientra ai box al giro 20. Al secondo posto non sale Alonso ma Massa che ha approfittato di un nuovo lungo dello spagnolo in curva 1. Hamilton rifornisce al giro 22; subito dopo Sutil va a muro alla curva 4 provocando il primo ingresso della safety car. Alonso e Rosberg rientrano subito a rifornire con pit lane chiusa, verranno penalizzati con uno stop&go. Qualche giro dopo, riforniscono regolarmente le due Ferrari, Fisichella e Kubica. Mentre Räikkönen attende in coda dietro al compagno, Massa e il romano ripartono ignorando il semaforo rosso. Si riparte al giro 27 e subito Kubica va violentemente a muro alla curva nove, ribaltandosi più volte; l’incidente è impressionante, ma il pilota per fortuna esce praticamente illeso. Entra di nuovo la safety car e tutti i piloti che puntano su una strategia ad una sosta, eccetto Anthony Davidson e Ralf Schumacher, riforniscono. 
Si riparte e subito Räikkönen va lungo a l’epingle, cedendo la decima piazza a Takuma Satō. Alonso e Rosberg scontano la penalità, consentendo a Davidson di salire in terza posizione. Al giro 37 Ralf attacca l’inglese alla chicane, Davidson resiste ma arriva lungo, spiattellando le gomme e decidendo di rientrare ai box, dove però non è atteso. Schumacher rifornisce al quarantesimo giro. Ora dietro ad Hamilton ed Heidfeld, che hanno di nuovo preso il largo, sono Webber, Massa, Fisichella, Sato e Raikkonen. Alonso si scatena, risale a suon di sorpassi, ottiene il giro più veloce riportandosi in scia a Räikkönen. Al cinquantunesimo giro, dopo che Hamilton e Heidfeld hanno effettuato la seconda sosta, entra per la terza volta la safety car, per pulire la pista dai detriti della vettura di Albers. A Massa e Fisichella viene esposta la bandiera nera per i fatti di venticinque giri prima. Räikkönen e Alonso riforniscono e lo spagnolo sopravanza il ferrarista, a cui non ne va bene una. Webber, che è momentaneamente secondo, rifornisce invece inspiegabilmente nel momento in cui la vettura di sicurezza torna ai box. 
Si riparte e dietro ai primi due sono ora Barrichello, Wurz, Liuzzi, Trulli, Kovalainen e Alonso. Succede di tutto, Kovalainen passa Trulli, Liuzzi sbatte sul muro dei campioni; Alonso attacca l’abruzzese ma sbaglia ancora e taglia la curva due per la terza volta nel pomeriggio, perdendo un paio di posizioni. Quarto ingresso della safety car per rimuovere la Toro Rosso, si riparte quando mancano dieci giri, senza Trulli che ha sbattuto alla prima curva dopo aver rifornito. Alonso sale in settima posizione passando ancora Schumacher, mentre Barrichello rifornisce a sette giri alla fine, lasciando il podio a Wurz, il finale è però tutto di marca nipponica. Uno scatenato Sato infila Ralf Schumacher al giro 65 e poi si lancia all’inseguimento di Alonso, ora in crisi con la gomma soft; il duello si risolve alla chicane con un gran sorpasso all’esterno che proietta il pilota della Super Aguri in sesta posizione.
Non succede più nulla e Hamilton festeggia la sua prima vittoria in F1 dopo una gara gestita con consumata abilità che ne legittima la posizione di leader mondiale ora in solitario. Gara solida anche quella di Heidfeld, sicuramente aiutata da un pizzico di fortuna quella di Wurz (che conquista il suo terzo ed ultimo podio in F1, il primo dopo il Gran Premio di San Marino 2005). Si tiene fuori dai guai Kovalainen e ottiene il primo risultato degno di nota in F1; Räikkönen continua ad essere un enigma, come anche il regresso di performance della Ferrari.  Sato è sicuramente tra i protagonisti di giornata mentre Alonso ha sbagliato troppo, cominciando a sentire la tensione del confronto interno. Completa la zona punti un Ralf Schumacher che appare un po’ in disarmo. Per la Williams si tratta del primo podio dal Gran Premio d'Europa 2005.

### Risultati
| Pos | N. | Pilota               | Costruttore        | Giri | Tempo/Ritiro          | P.al via | Punti |
| --- | -- | -------------------- | ------------------ | ---- | --------------------- | -------- | ----- |
| 1   | 2  | Lewis Hamilton       | McLaren-Mercedes   | 70   | 1:44:11.292           | 1        | 10    |
| 2   | 9  | Nick Heidfeld        | BMW Sauber         | 70   | +4.343                | 3        | 8     |
| 3   | 17 | Alexander Wurz       | Williams-Toyota    | 70   | +5.325                | 19       | 6     |
| 4   | 4  | Heikki Kovalainen    | Renault            | 70   | +6.729                | 22       | 5     |
| 5   | 6  | Kimi Räikkönen       | Ferrari            | 70   | +13.007               | 4        | 4     |
| 6   | 22 | Takuma Satō          | Super Aguri-Honda  | 70   | +16.698               | 11       | 3     |
| 7   | 1  | Fernando Alonso      | McLaren-Mercedes   | 70   | +21.936               | 2        | 2     |
| 8   | 11 | Ralf Schumacher      | Toyota             | 70   | +22.888               | 18       | 1     |
| 9   | 15 | Mark Webber          | Red Bull-Renault   | 70   | +22.960               | 6        |       |
| 10  | 16 | Nico Rosberg         | Williams-Toyota    | 70   | +23.984               | 7        |       |
| 11  | 23 | Anthony Davidson     | Super Aguri-Honda  | 70   | +24.318               | 17       |       |
| 12  | 8  | Rubens Barrichello   | Honda              | 70   | +30.439               | 13       |       |
| SQ  | 5  | Felipe Massa         | Ferrari            | 51   | Squalificato          | 5        |       |
| SQ  | 3  | Giancarlo Fisichella | Renault            | 51   | Squalificato          | 9        |       |
| Rit | 12 | Jarno Trulli         | Toyota             | 58   | Incidente             | 10       |       |
| Rit | 18 | Vitantonio Liuzzi    | Toro Rosso-Ferrari | 54   | Incidente             | 12       |       |
| Rit | 21 | Christijan Albers    | Spyker-Ferrari     | 47   | Incidente             | 21       |       |
| Rit | 14 | David Coulthard      | Red Bull-Renault   | 36   | Cambio                | 14       |       |
| Rit | 10 | Robert Kubica        | BMW Sauber         | 26   | Incidente             | 8        |       |
| Rit | 20 | Adrian Sutil         | Spyker-Ferrari     | 21   | Incidente             | 20       |       |
| Rit | 19 | Scott Speed          | Toro Rosso-Ferrari | 8    | Collisione con A.Wurz | 16       |       |
| Rit | 7  | Jenson Button        | Honda              | 0    | Cambio                | 15       |       |

## Classifiche Mondiali

### Piloti
| Pos | Pilota               | Punti |
| --- | -------------------- | ----- |
| 1   | Lewis Hamilton       | 48    |
| 2   | Fernando Alonso      | 40    |
| 3   | Felipe Massa         | 33    |
| 4   | Kimi Räikkönen       | 27    |
| 5   | Nick Heidfeld        | 26    |
| 6   | Giancarlo Fisichella | 13    |
| 7   | Robert Kubica        | 12    |
| 8   | Alexander Wurz       | 8     |
| 9   | Heikki Kovalainen    | 8     |
| 10  | Nico Rosberg         | 5     |
| 11  | Jarno Trulli         | 4     |
| 12  | David Coulthard      | 4     |
| 13  | Takuma Satō          | 4     |
| 14  | Ralf Schumacher      | 2     |

### Costruttori
| Pos | Team              | Punti |
| --- | ----------------- | ----- |
| 1   | McLaren-Mercedes  | 88    |
| 2   | Ferrari           | 60    |
| 3   | BMW Sauber        | 38    |
| 4   | Renault           | 21    |
| 5   | Williams-Toyota   | 13    |
| 6   | Toyota            | 6     |
| 7   | RBR-Renault       | 4     |
| 8   | Super Aguri-Honda | 4     |